# Chondrilla juncea
La achicoria dulce o alijungera (Chondrilla juncea) es una especie de la familia de las asteráceas. Es originaria de Europa.

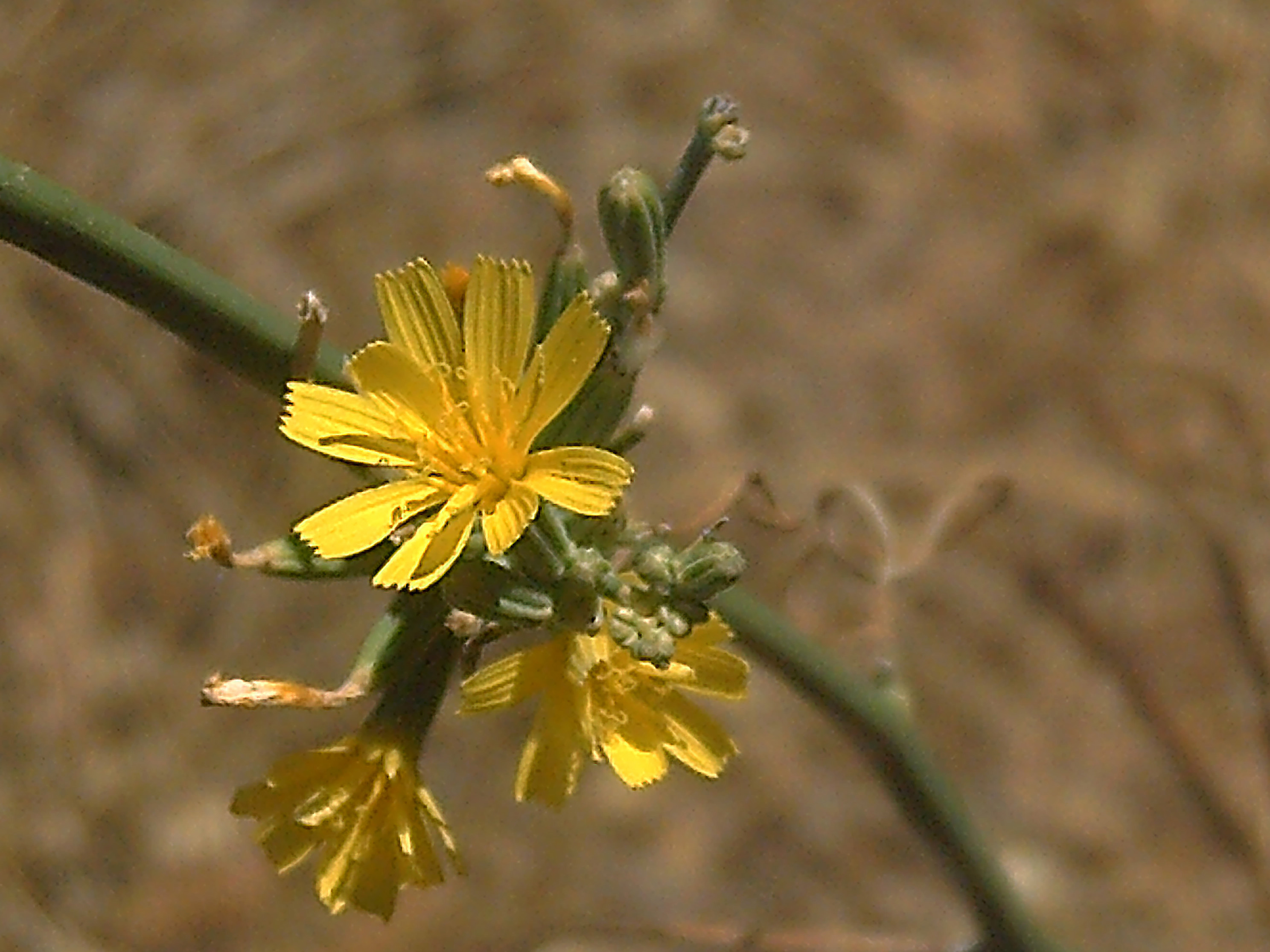
Detalle de la flor

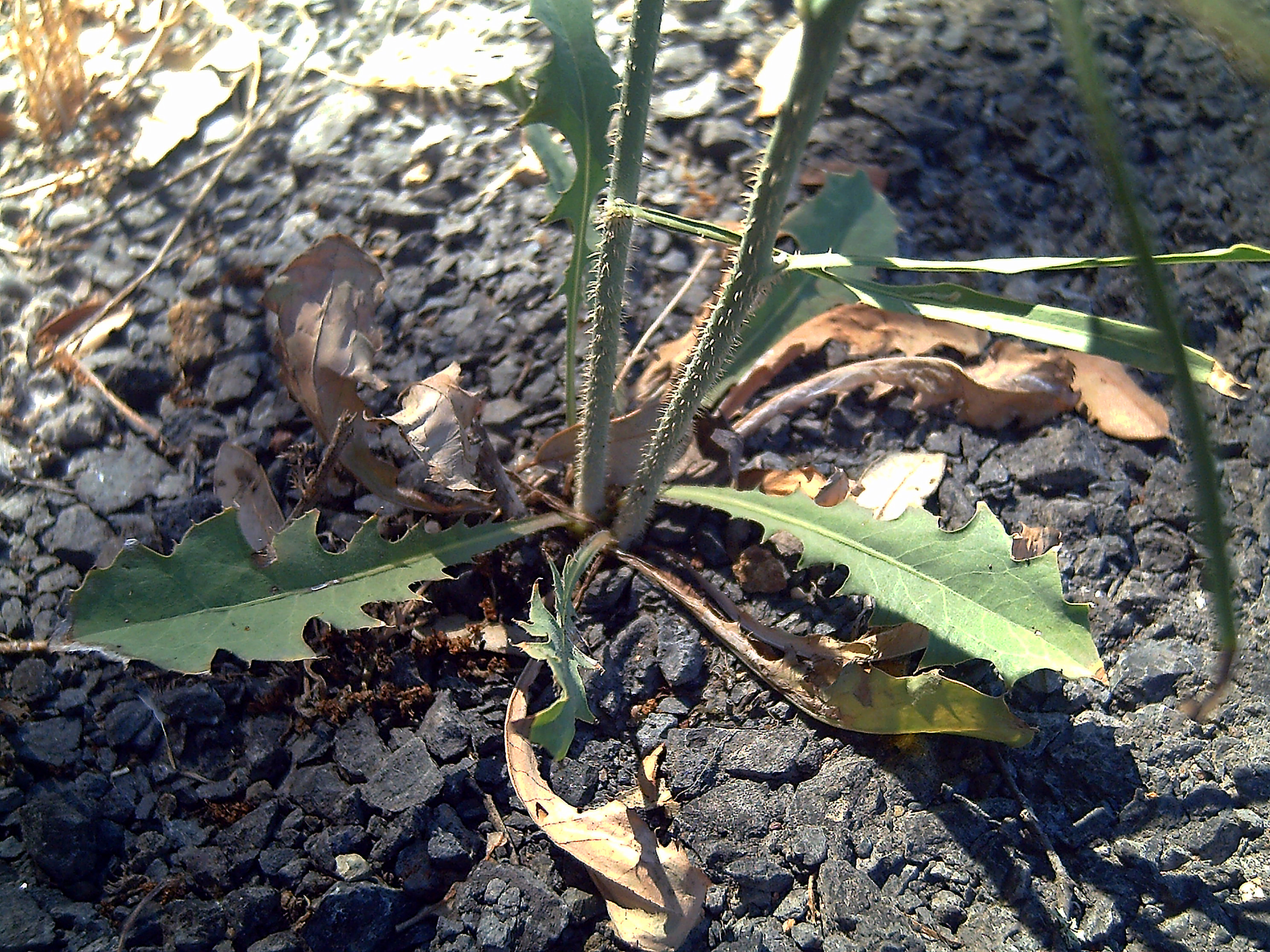
Vista de la planta

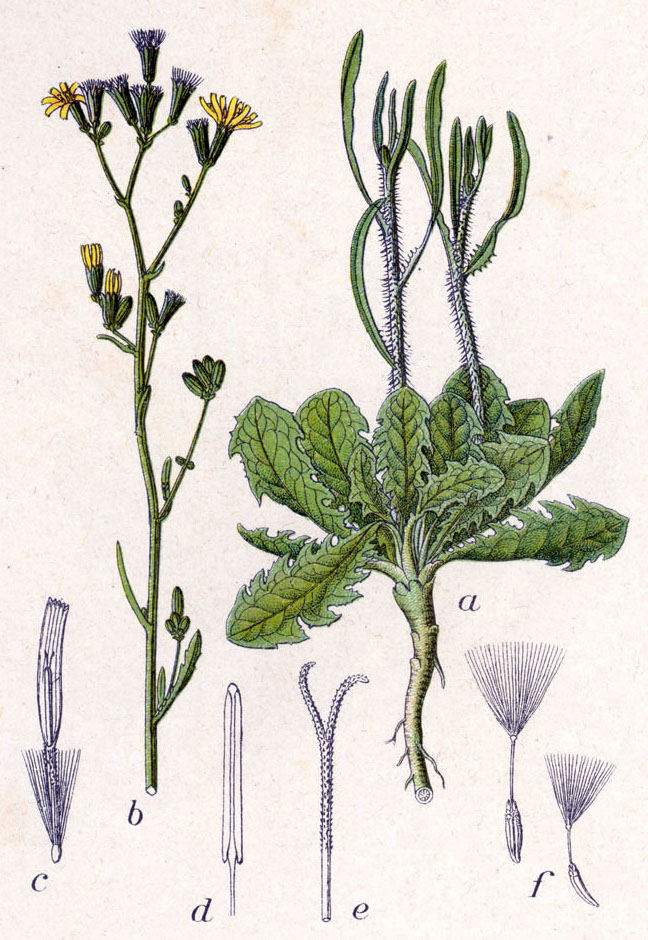
Ilustración

## Descripción
Planta bienal o perenne verde grisosa, normalmente con tallo solitario de hasta 1 m, muy ramosas por arriba. Hojas caulinares inferiores oblanceoladas, muy e irregularmente dentadas, con pecíolo alado, hojas superiores generalmente pequeñas, lineales, enteras o finamente dentadas. Capítulos amarillos aproximadamente de 1 cm de diámetro, con 9-12 flores, numerosas en inflorescencias de cabillos cortos tallo arriba. Involucro 9-12 mm, con brácteas lineal-lanceoladas, glabras o tomentosas. Aquenios con pico delgado la mitad de largo que el aquenio. Florece en verano. 

## Hábitat
Habita en lugares pedregosos abiertos y secos.

## Distribución
En gran parte de Europa. Falta en Bélgica, Gran Bretaña, Dinamarca, Finlandia, Irlanda, Holanda, Islandia, Noruega y Suecia.

## Propiedades
Indicaciones: se usa como aperitivo.

## Taxonomía
Chondrilla juncea fue descrita por Carlos Linneo y publicado en Species Plantarum 2: 796–797. 1753.
Sinonimia:
- Chondrilla acantholepis Boiss.
- Chondrilla brevirostris Fisch. & C.A.Mey.
- Chondrilla canescens Kar. & Kir.
- Chondrilla graminea M.Bieb.
- Chondrilla gummifera Iljin
- Chondrilla latifolia M.Bieb.[4]
- Chondrilla virgata C.Presl in J.Presl & C.Presl [1822, Delic. Prag. : 116]
- Chondrilla rigens Rchb. [1831, Fl. Germ. Exc. : 271]
- Chondrilla laciniata Steven [1856, Bull. Soc. Imp. Naturalistes Moscou, 29 (2) : 410]
- Chondrilla intybacea Friv. [1835, Flora, 18 : 335]
- Chondrilla hispida Desf. [1829, Tabl. Écol. Bot. Paris, éd. 3 : 144]
- Chondrilla gaudinii Hegetschw. in Suter [1822, Fl. Helv., ed. 2, 2 : 162]
- Chondrilla crepoides Lam. [1786, Encycl. Méth. Bot., 2 : 77] non L. in Murray [1774]
- Chondrilla angustissima Hegetschw. [1839, Fl. Schweiz : 762]
- Chondrilla viminea Bubani [1899, Fl. Pyr., 2 : 105] non (L.) Lam. [1786] [nom. illeg.]
- Chondrilla lutea Dulac[5]

## Nombres comunes
- Castellano: abaleas, aballaderas, abujera, achicoria, achicoria dulce, achicorias dulces, agujera, agujeras, ajonjera, ajonjera común, ajonjera delgada, ajonjera de peñas, ajonjera dulce, ajonjera juncal, ajonjera lechera, ajonjeras, ajujera, ajunjera (6), alijonjera, alijonjeras, aljonjera, aljunjera, almerón, almidones, almirón, almirón dulce, angujera, asonjera, aujera, baleas, baleguera, baleo, baliadera, balladeras, cama-roja espinosa, carneruelos, carnigüelos, carrigüelos, carrihuelo, chicoria, chicoria de algodón, chicoria descarnada, chicoria dulce, chicoria resinosa legítima, chorrina, chorrinas, cogol, condrila, condrilla, escoba, escoba aujera, escoba de hojera, escobas, escobas de ajunjera, escobas de baleo, escobilla, escobillas, fusillos, gayombo, gayumbo, hierba del sarampión, hojavera, husillo, husillos, jonjera, junjera, junquerina, lecherina, lecherinas, lechuga de entre los planos, lechuguilla, lenjunjera, lijonjera, lijonjeras, lisonjera, lizón, lizones, lonjera, manporrina, pajo, pimpájaros, ripias, salmerón, sonjera, talleras, tallos, tamarillas, ternilla, ternillo, terniño, terniya, terrao, usillos, venaetes.[4]